# La Puebla de Arganzón
La Puebla de Arganzón – gmina w Hiszpanii, w prowincji Burgos, w Kastylii i León, o powierzchni 18,87 km². W 2011 roku gmina liczyła 534 mieszkańców.